# Mégalure papoue
Cincloramphus macrurus
Espèce
Synonymes
- Megalurus macrurus (Salvadori, 1876)[2]
- Megalurus timoriensis macrurus (Salvadori, 1876)[3]

La mégalure papoue (Cincloramphus macrurus) est une espèce de passereaux de la famille Locustellidae.
Cet oiseau est endémique de la Nouvelle-Guinée et des îles avoisinantes.

## Distribution et habitat
La mégalure papoue est endémique de l'île de Nouvelle-Guinée qui est partagée entre l'Indonésie et la Papouasie-Nouvelle-Guinée, principalement dans la partie méridionale de l'île ; sa présence est confirmée sur des îles proches de la Nouvelle-Guinée.
Cet oiseau habite les prairies ouvertes dans lesquels s'épanouissent des buissons ou des herbes hautes ; on le trouve également dans les marais et dans les sous-bois. Certaines de ses sous-espèces occupent la proximité du littoral et les autres les parties alpines de l'île,.

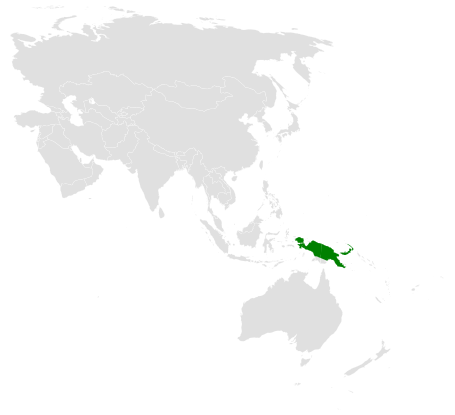
Répartition de la mégalure papoue.

## Éthologie
Cette espèce migre partiellement.

## Taxinomie
L'espèce est décrite sous le nom binominal Sphenoeacus macrurus par l'ornithologue italien Tommaso Salvadori en 1876. L'holotype a été collecté à Naiabui, en Nouvelle-Guinée. À la suite de la réorganisation de la famille des Locustellidae, l'espèce a été rattachée au genre Cincloramphus par la classification de référence du Congrès ornithologique international (version 8.2, 2018). Elle était auparavant rattachée au genre Megalurus, ce qui explique que certaines sources,, y font référence sous le nom de Megalurus macrurus.
Selon la classification de référence du Congrès ornithologique international (version 8.2, 2018), Cincloramphus macrurus contient les 5 sous-espèces suivantes (ordre alphabétique) :
- Cincloramphus macrurus alpinus (Mayr & Rand, 1935) ;
- Cincloramphus macrurus harterti (Mayr, 1931) ;
- Cincloramphus macrurus interscapularis (Sclater, PL, 1880) ;
- Cincloramphus macrurus macrurus (Salvadori, 1876) ;
- Cincloramphus macrurus stresemanni (Hartert, 1930).

Un appui trop fort sur le plumage et l'importance des variations individuelles pourraient expliquer le nombre important de sous-espèces.

## Description
L'oiseau mesure de 20 à 23 cm et pèse environ 40 g. Il se distingue par la longueur de sa queue, souvent effilochée en son extrémité. Son plumage est marron,.